# 樹冠

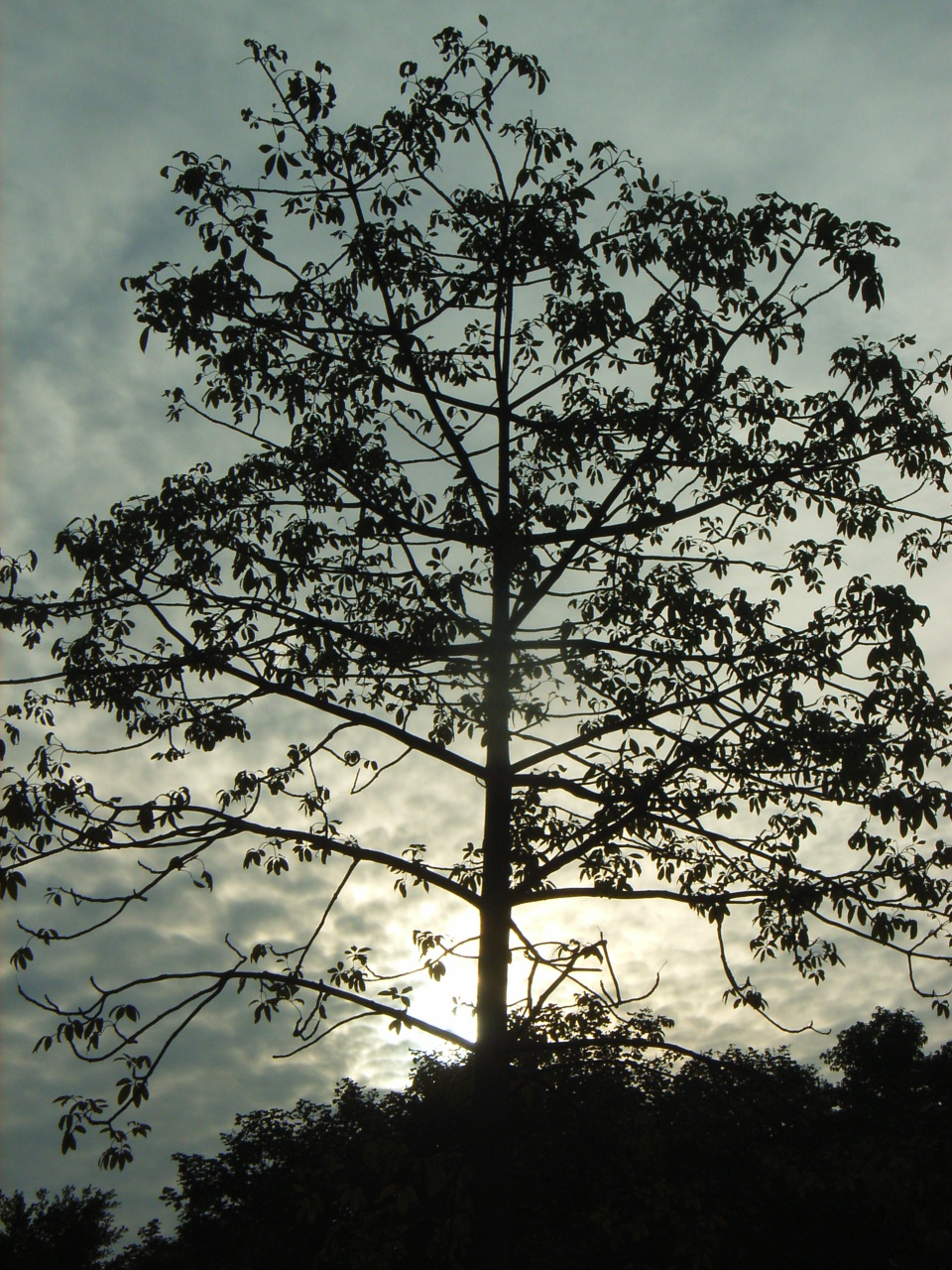
樹木の樹冠

樹冠（じゅかん、Crown）とは、樹木のうち葉と枝の集まった部分を指す。クローネともいう。

## 機能
一般的に野原などに立つ孤立木では十分に光を受けるために樹冠は大きいのに対し、林内木の樹冠は比較的小さくなっている。
風に対して、樹冠の枝振りは風荷重を吸収して、枝に生じる曲げ応力やねじり応力を抑えるように付くことで風倒を防いでいる。